# Малый Иерусалим (Евпатория)

Логотип «Малого Иерусалима»

«Малый Иерусалим» — экскурсионный маршрут в Евпатории, сосредоточенный на территории старого города. Маршрут был создан в 2007 году и включает 12 основных достопримечательностей. По данным на 2016 год маршрут ежегодно посещали 80-100 тысяч человек.

## История

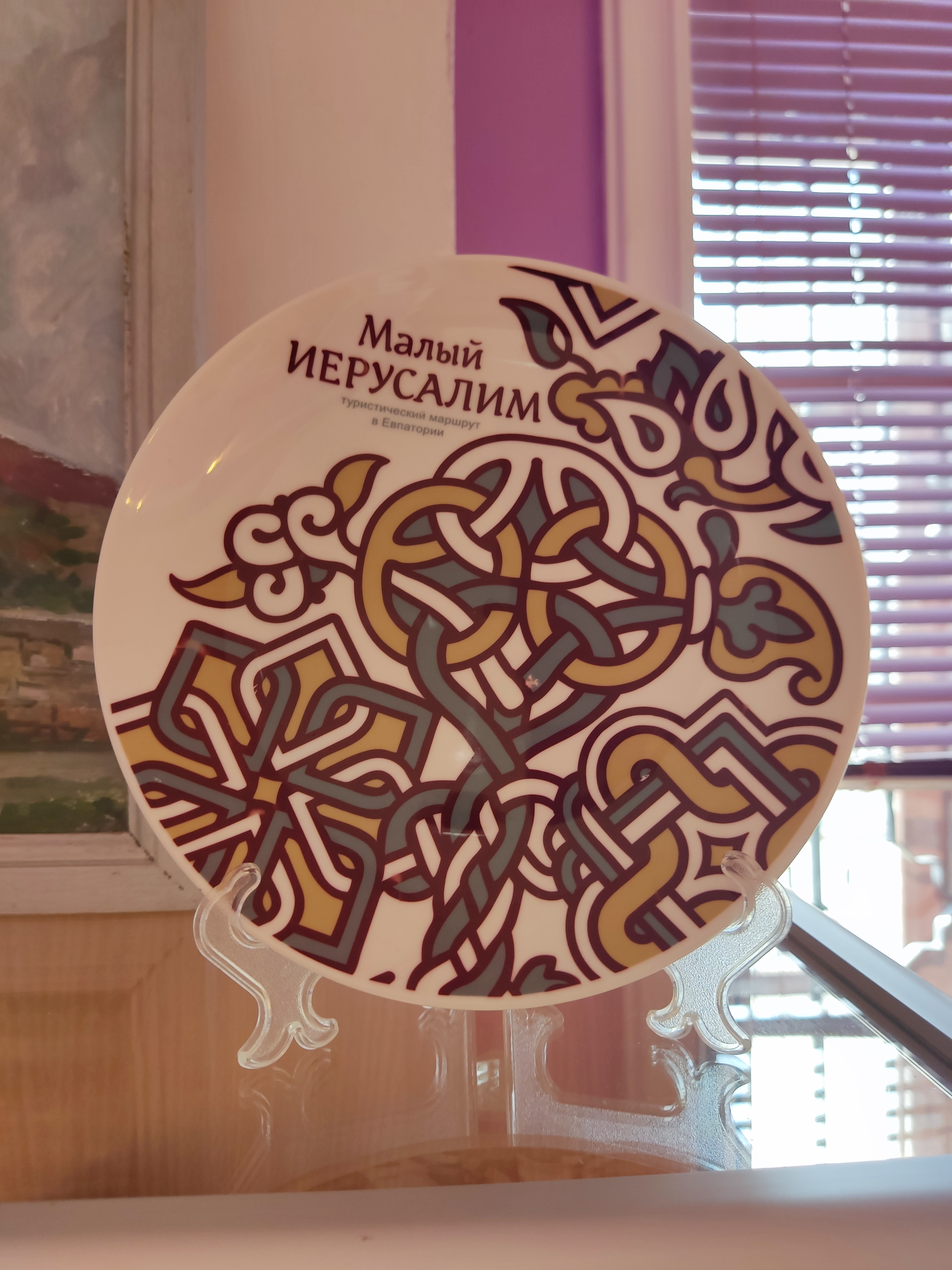
Декоративная тарелка в Музее этнографии

После празднования 2500-летия Евпатории в 2003 году городские власти приняли решение восстановить часть старого города, создав там экскурсионный маршрут. В течение нескольких лет были проведены работы по реконструкции зданий и улиц, и впоследствии в 2007 году появился маршрут «Малый Иерусалим», включающий 12 достопримечательностей. На ремонтные работы власти Евпатории потратили 15 миллионов гривен.
Название туристического маршрута отсылает к мультикультурности Евпатории, поскольку Иерусалим является священным для трёх религий (иудаизма, христианства и ислама), а религиозные здания в старом городе Евпатории располагаются в сотнях метрах друг от друга. Маршрут «Малого Иерусалима» был ограничен улицами Интернациональной, Революции, Героев Десанта и Караева.
В первый же день работы экскурсионного маршрута был поставлен рекорд: в течение одного дня его посетило 4877 человек. В июне 2013 года Евпаторийский городской совет принял решение сделать пешеходными улицы Водоразборную и Красноармейскую, входящие в зону маршрута «Малый Иерусалим». Летом 2015 года по маршруту были запущены экскурсии на гироскутерах.
В 2016 году был разработан логотип «Малого Иерусалима», который выполнен в виде древа жизни, объединяющего четыре основные религии города. В январе 2017 года министр имущественных и земельных отношений Республики Крым Анна Анюхина заявила, что подконтрольное ей ведомство готово передать на баланс города девять объектов для развития «Малого Иерусалима».
В 2017 году Реестр рекордов России в день празднования 10-летия работы маршрута зафиксировал самую массовою экскурсию по экскурсионно-туристическому маршруту, в которой приняло участие 7060 человек. В 2018 году были проведены работы по реконструкции улиц, заменены инженерных сетей, установки освещения и установки дорожки для слабовидящих.

## Объекты
В состав экскурсионного маршрута включены 12 туристических объекта:
1. Собор Святителя Николая Чудотворца (православный), построен в конце XIX века;
2. Мечеть «Джума-Джами» (ислам), середина XVI века;
3. Текие дервишей (исламский монастырь), XIV—XV века;
4. Турецкая баня, XVI век;
5. Одун-базар капусы, восстановлены в 2007 году;
6. Купеческая синагога (иудаизм), XIX век;
7. Егия-Капай (иудаизм), начало XX века;
8. Кенассы (караимизм), XIX век;
9. Храм «Крымчакский къаал» (иудаизм), начало XX века;
10. Дом Хаджи ага Бобовича, XVIII век;
11. Мечеть Тахталы-Джами (ислам), XIX век;
12. Армянская церковь Сурб-Никогайос (православие), XIX век.

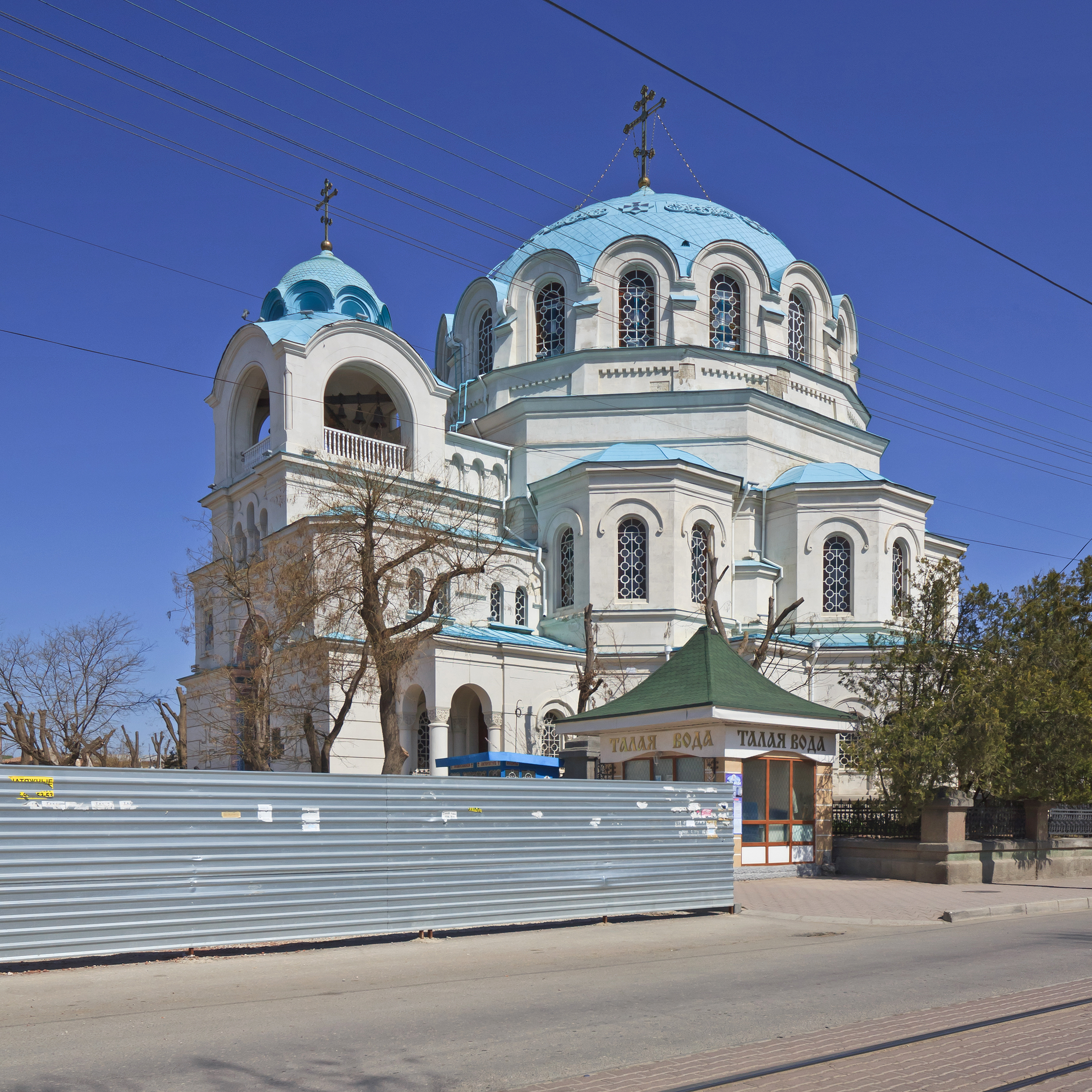
Собор Святителя Николая Чудотворца
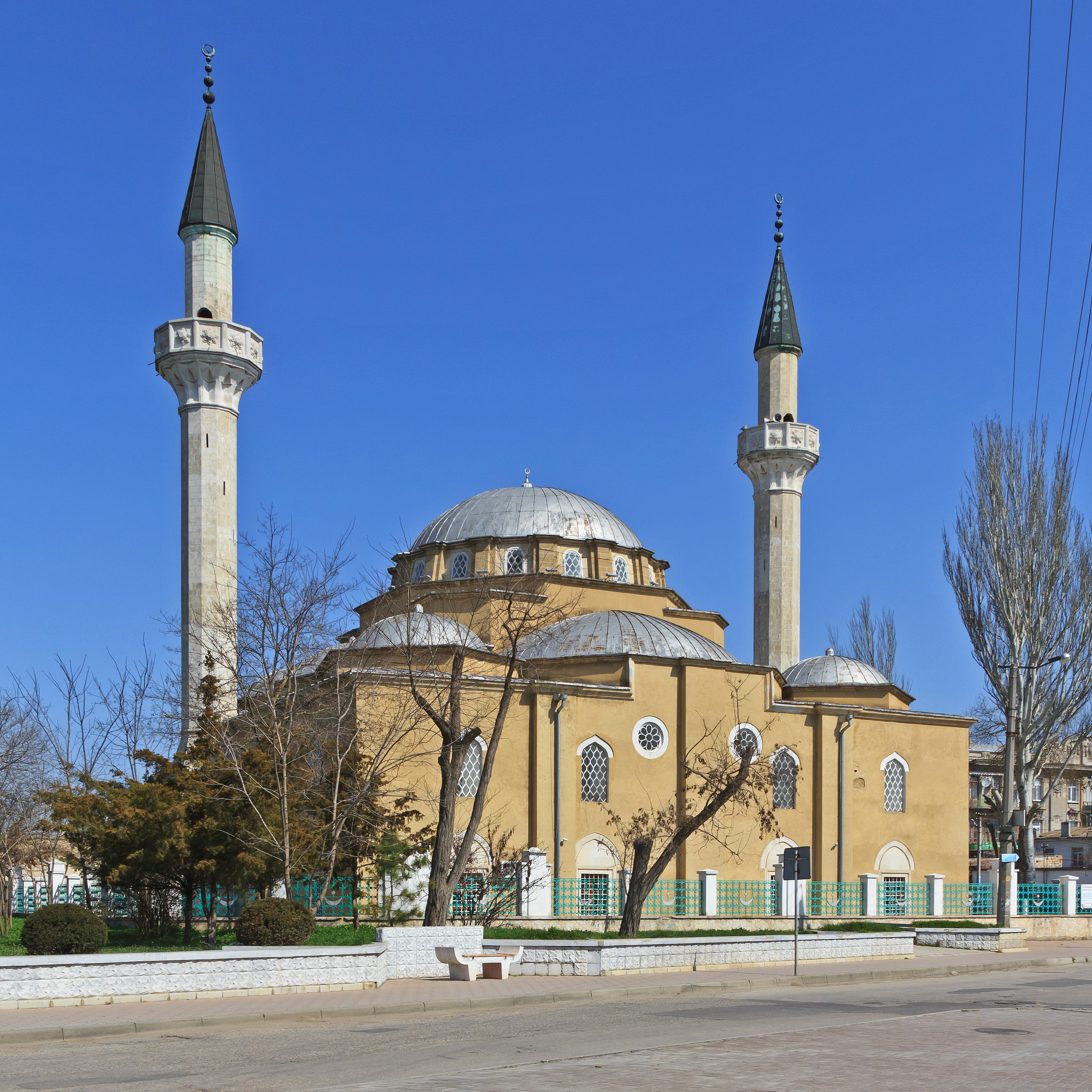
Джума-Джами
Текие дервишей
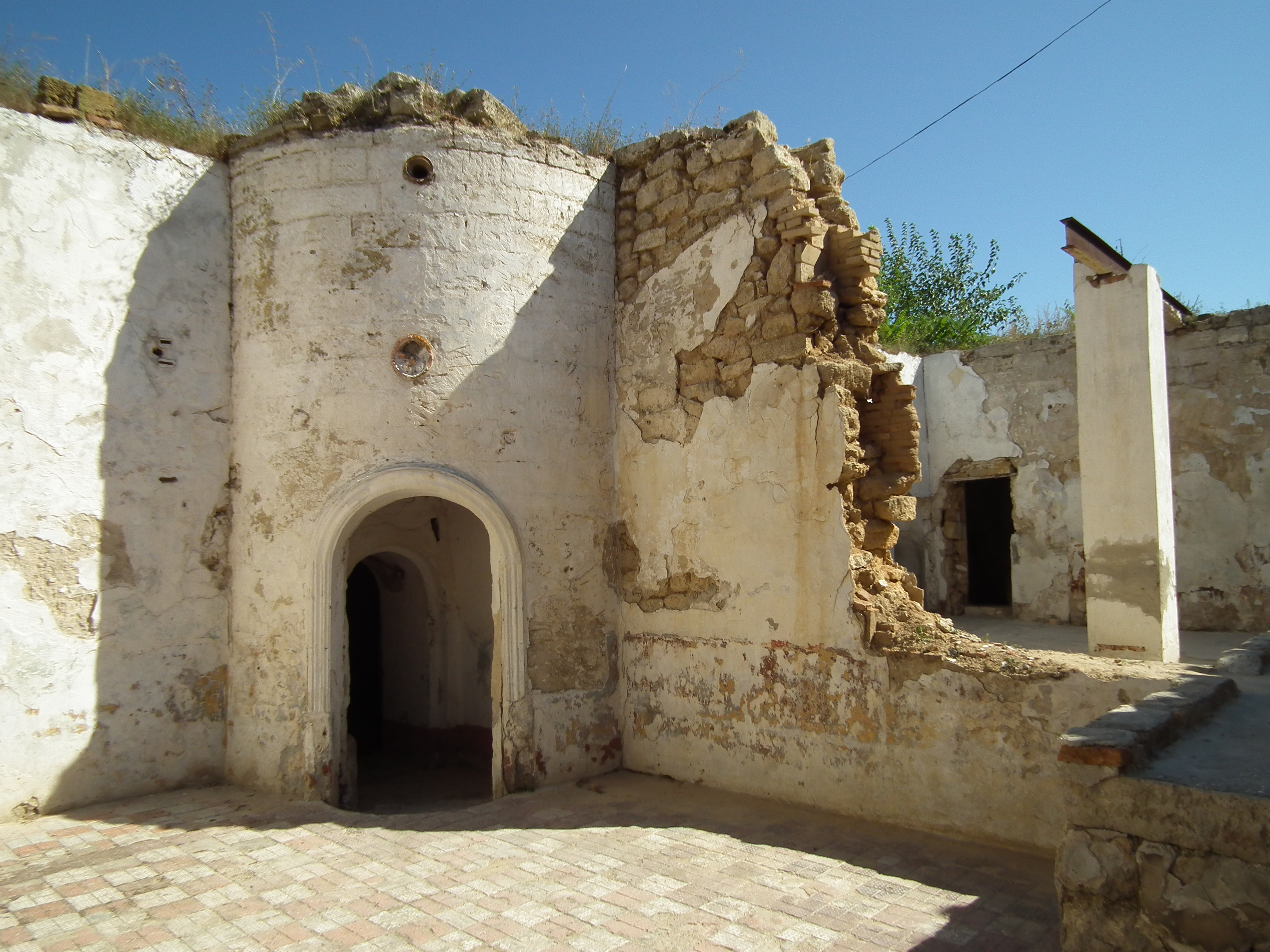
Турецкая баня
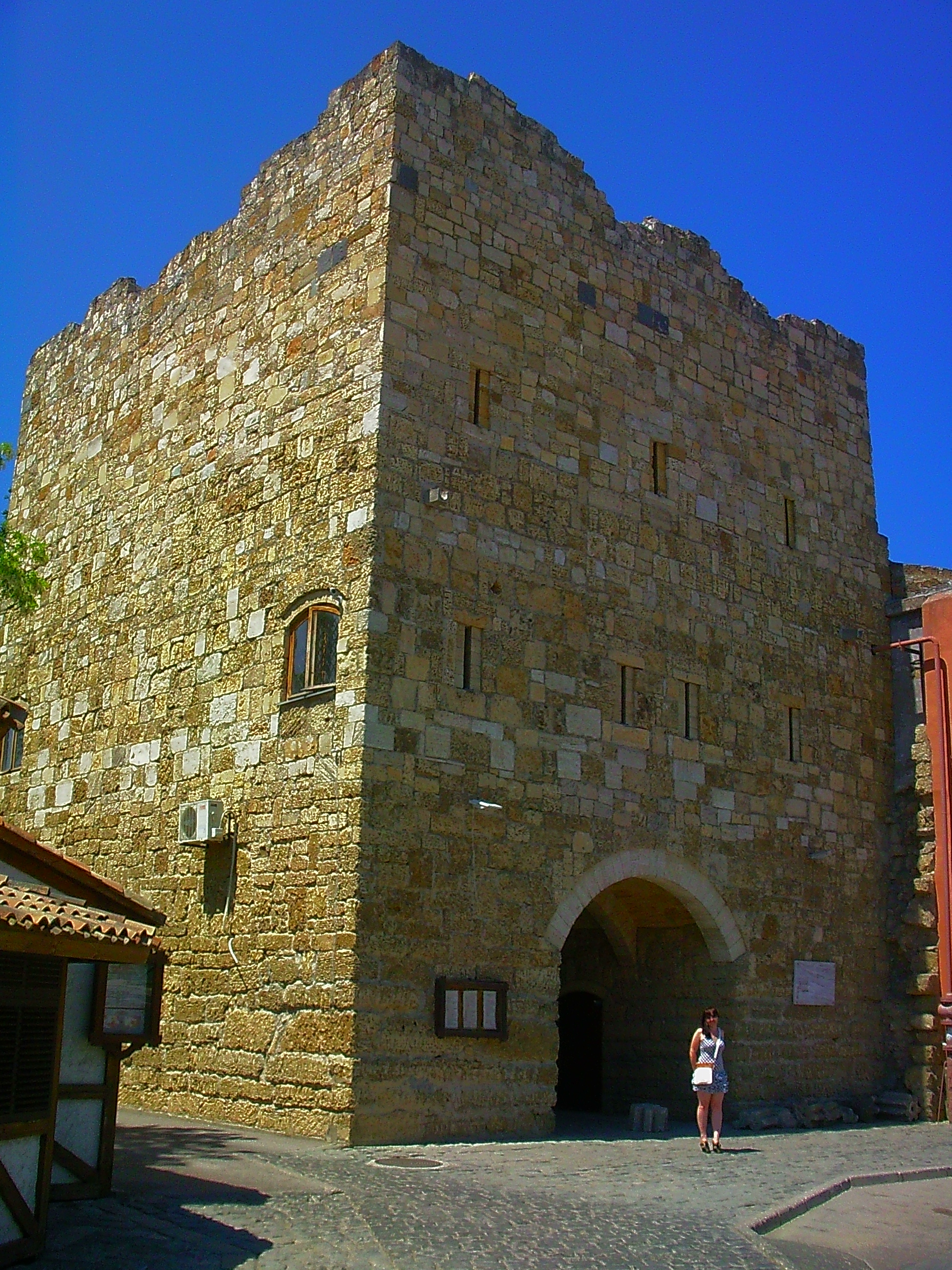
Одун-базар капусы
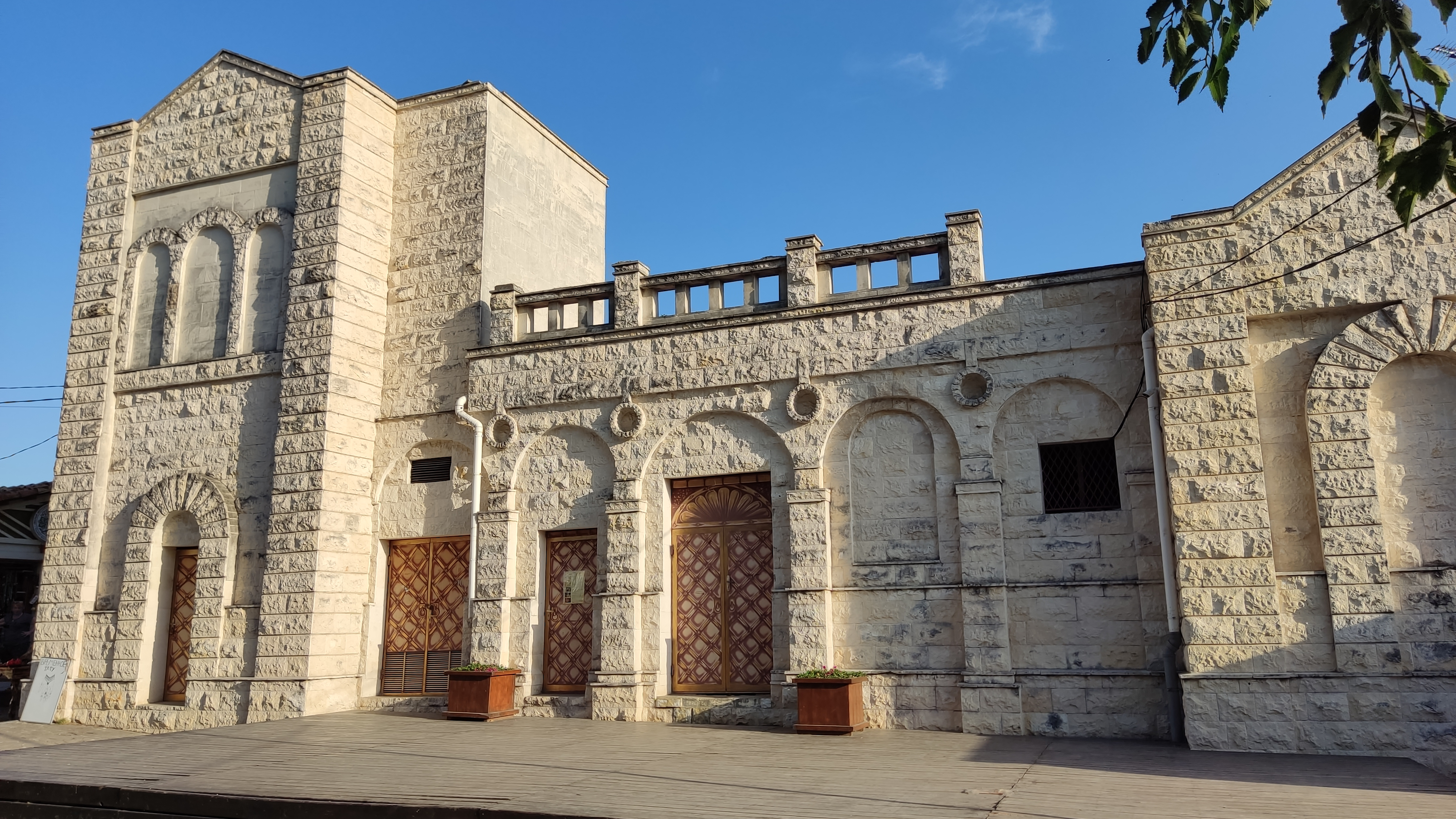
Купеческая синагога
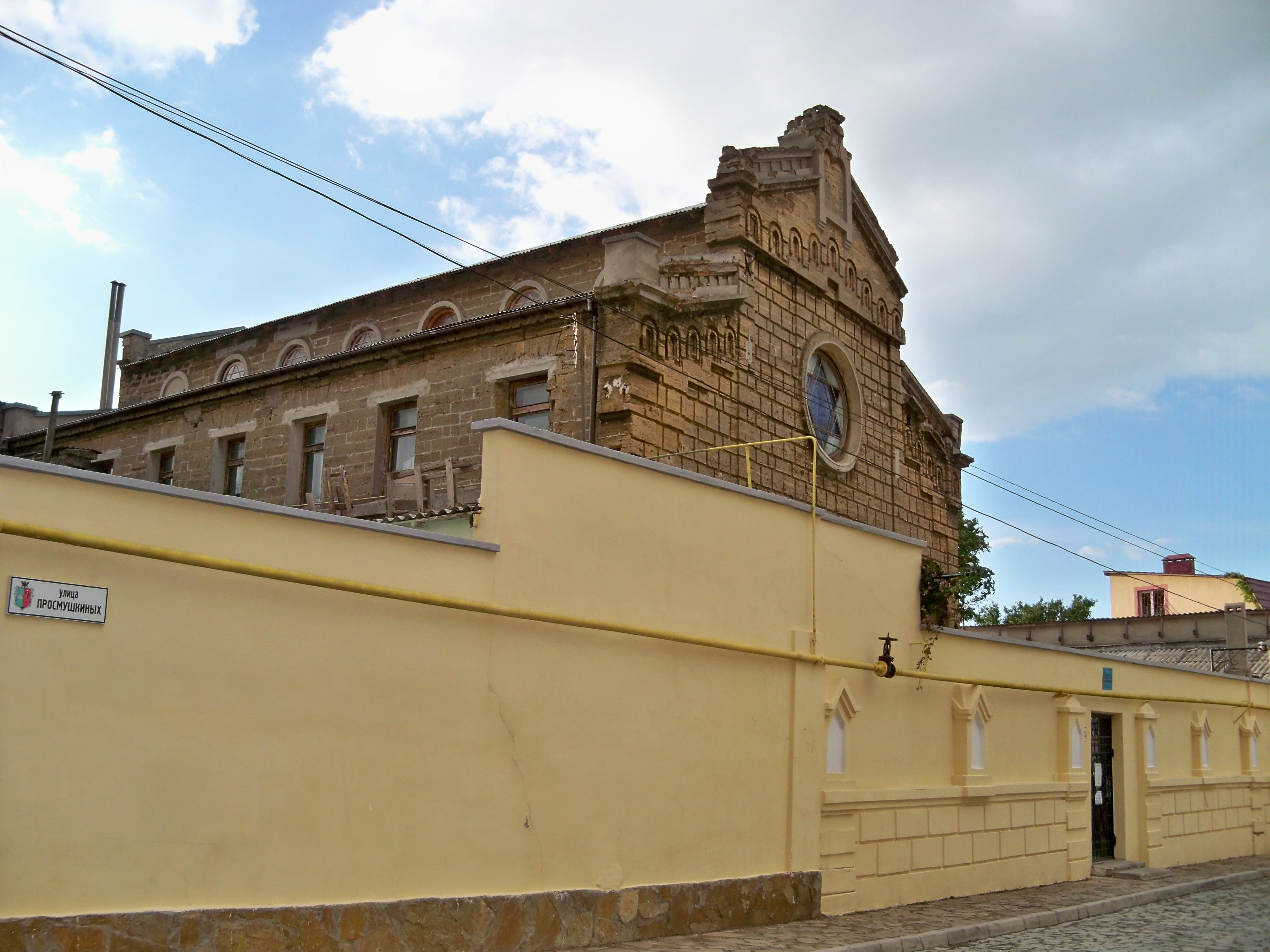
Егия-Капай
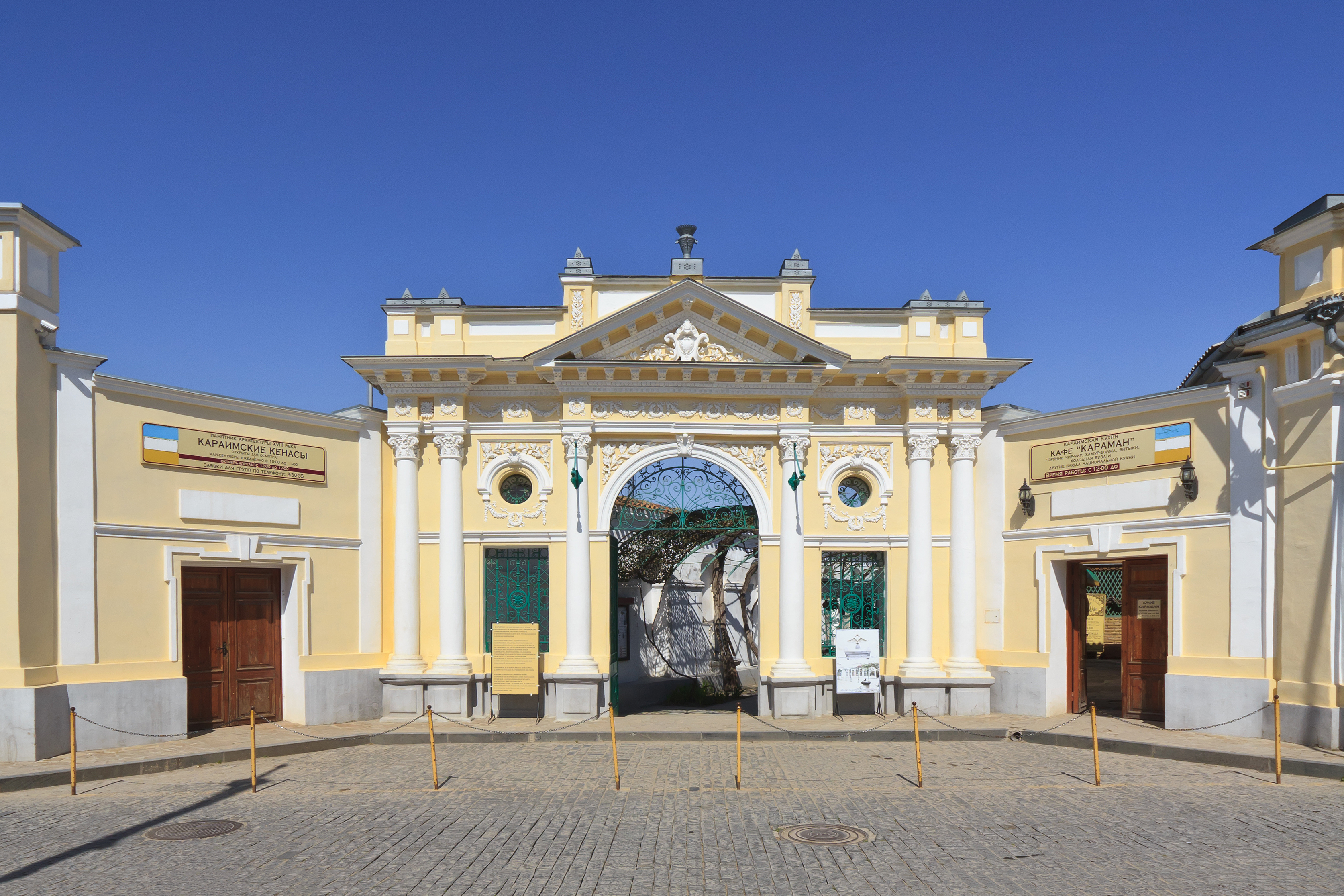
Кенассы
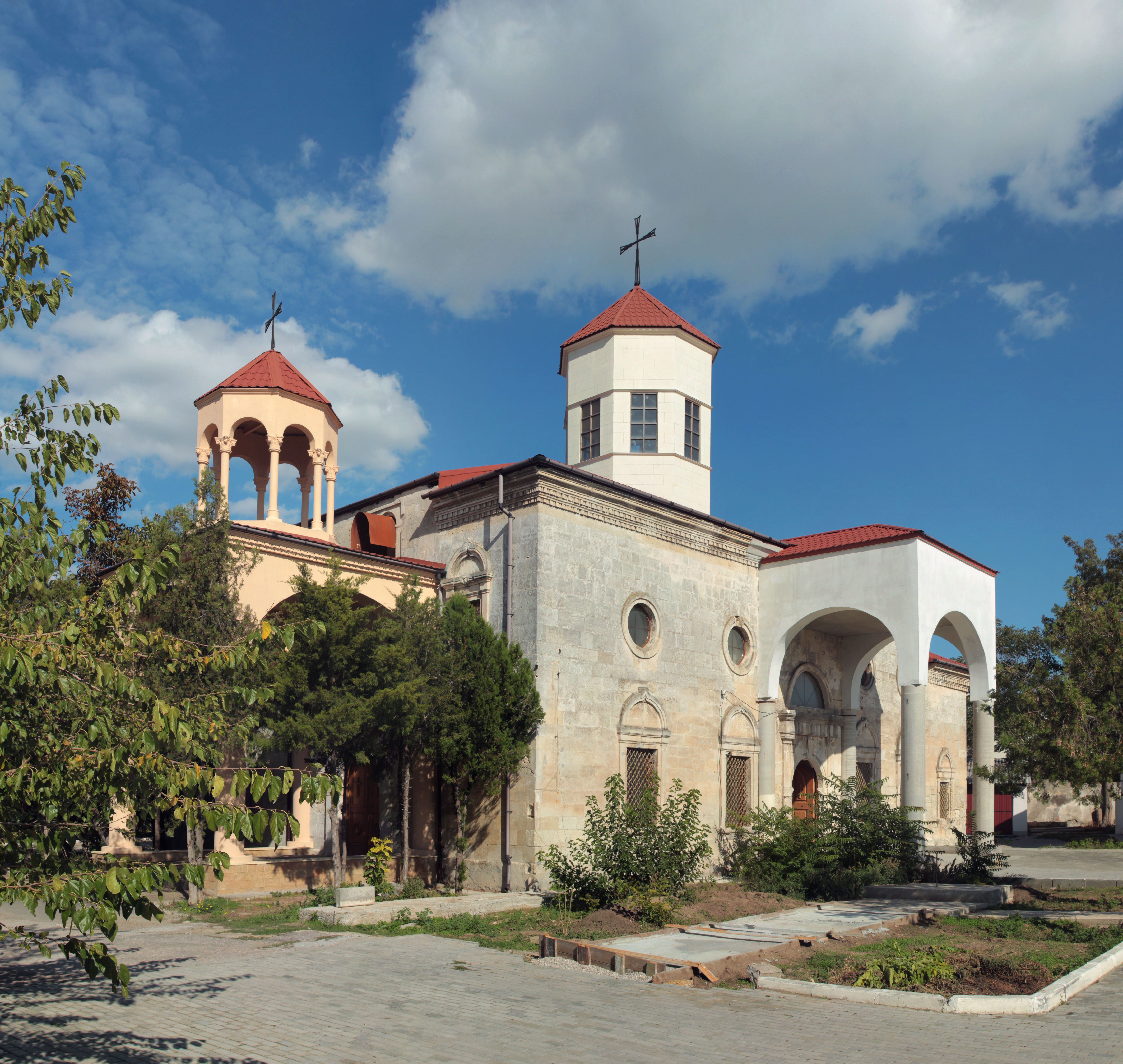
Сурб-Никогайос

## Признание
В 2012 году маршрут был награждён премией «Европейская награда за выдающиеся достижения в возрождении приморских городов» Парламентской ассамблеи Совета Европы. В этом же году ЮНЕСКО включил «Малый Иерусалим» в десятку объектов, рекомендованных для посещения туристами.
В 2019 году Виктория Струнина, автор сборника исторических очерков «Малый Иерусалим», посвящённого одноимённому эркскурсионно-туристическому маршруту, была удостоена Государственной премии Республики Крым в номинации «Крымоведение, справочная, научно-популярная, публицистическая литература, альбомы о Крыме и крымчанах».
В 2021 году «Малый Иерусалим» стал победителем VII всероссийской туристской премии «Маршрут года».

## Организация
Организацией экскурсионного маршрута руководит «Евпаторийский культурно-этнографический центр „Малый Иерусалим“». Первым директором этого муниципального автономного учреждения являлся Александр Меломед, с 2019 до 2022 года — Радик Исякаев. С 2022 года - Эльдар Велиев. 